# Tarrant Crawford
Tarrant Crawford est une paroisse civile et un village du Dorset, en Angleterre.